# エネルギー演算子
エネルギー演算子（エネルギーえんざんし、英: energy operator）とは、量子力学において、系の波動関数に作用することでエネルギーを定義する演算子（作用素）である。

## 定義
エネルギー演算子は次のように与えられる：
{\displaystyle {\hat {E}}=i\hbar {\frac {\partial }{\partial t}}}
これは波動関数（系の異なる配位空間に対する確率振幅）
{\displaystyle \Psi \left(\mathbf {r} ,t\right)}
に作用する。

## 応用
エネルギー演算子は系の全エネルギーに対応している。シュレーディンガー方程式は量子系のゆっくり変化する（非相対論的な）波動関数の空間・時間依存性を記述する。結合系に対するこの方程式の解は離散的（エネルギー準位で各々特徴づけられる、許容状態の集合）であり、このことが量子という概念をもたらす。

### シュレーディンガー方程式
粒子のエネルギー保存に関する古典的な方程式を用いる：
{\displaystyle E=H=T+V}
ここで E は粒子の全エネルギー、H はハミルトニアン、T は運動エネルギー、V はポテンシャルエネルギーである。エネルギー演算子とハミルトニアン演算子に置換し、
{\displaystyle {\hat {E}}={\hat {H}}}
波動関数を掛けることで、シュレーディンガー方程式を得る：
{\displaystyle {\hat {E}}\Psi ={\hat {H}}\Psi }
これは次のように書き直せる：
{\displaystyle i\hbar {\frac {\partial }{\partial t}}\Psi (\mathbf {r} ,\,t)={\hat {H}}\Psi (\mathbf {r} ,t)}
ここで i は虚数単位、ħ は換算プランク定数、 はハミルトニアン演算子である。

### クライン-ゴルドン方程式
相対論的な質量とエネルギーの関係式を考える：
{\displaystyle E^{2}=({\boldsymbol {p}}c)^{2}+(mc^{2})^{2}}
ここで E は全エネルギー、p は粒子の全3次元運動量、m は不変質量、c は光速度である。この式から、シュレーディンガー方程式の場合と同様にして、クライン-ゴルドン方程式を得ることができる：
{\displaystyle {\begin{aligned}{\hat {E}}^{2}\Psi =c^{2}{\hat {\boldsymbol {p}}}^{2}\Psi +(mc^{2})^{2}\Psi \\\end{aligned}}}
ここで  は運動量演算子である。これは次のように書き直せる：
{\displaystyle {\frac {\partial ^{2}\Psi }{\partial (ct)^{2}}}=\nabla ^{2}\Psi -\left({\frac {mc}{\hbar }}\right)^{2}\Psi }
更に、ダランベルシアン □ を用いると次のように書きなおせる。
{\displaystyle \left[\Box -\left({\frac {mc}{\hbar }}\right)^{2}\right]\Psi =0}

## 導出
エネルギー演算子は自由粒子の波動関数（シュレーディンガー方程式の平面波解）を用いることで容易に導出される。1次元の場合から始めよう。波動関数は、
{\displaystyle \Psi =e^{i(kx-\omega t)}}
Ψ の時間微分は、
{\displaystyle {\frac {\partial \Psi }{\partial t}}=-i\omega e^{i(kx-\omega t)}=-i\omega \Psi }
これにド・ブロイの関係式
{\displaystyle E=\hbar \omega }
を代入し、次の式を得る：
{\displaystyle {\frac {\partial \Psi }{\partial t}}=-i{\frac {E}{\hbar }}\Psi }
この式を整理すると、
{\displaystyle E\Psi =i\hbar {\frac {\partial \Psi }{\partial t}}}
エネルギー因子 E はスカラー値であり、粒子が有するエネルギーであって、測定される値である。両辺の Ψ を消去すると、
{\displaystyle E=i\hbar {\frac {\partial }{\partial t}}}
偏微分は線型作用素であり、ゆえにこの表現はエネルギーに関する演算子となっている：
{\displaystyle {\hat {E}}=i\hbar {\frac {\partial }{\partial t}}}
結論として、スカラー E は演算子の固有値であり、 は演算子であるといえる。これらの結果を要約すると、
{\displaystyle {\hat {E}}\Psi =i\hbar {\frac {\partial }{\partial t}}\Psi =E\Psi }
3次元平面波
{\displaystyle \Psi =e^{i(\mathbf {k} \cdot \mathbf {r} -\omega t)}}
に対しても、導出は全く同じであり、時間を含む項に変更がないため、時間微分となる。この演算子は線型であるため、平面波の任意の線型結合に対して有効であり、そのため波動関数や演算子の特性に影響を与えることなく任意の波動関数に作用することができる。ゆえにこれは任意の波動関数に対して真でなければならない。上記のクライン-ゴルドン方程式のように、相対論的量子力学においてもなお機能することが分かる。